# 마루오카번

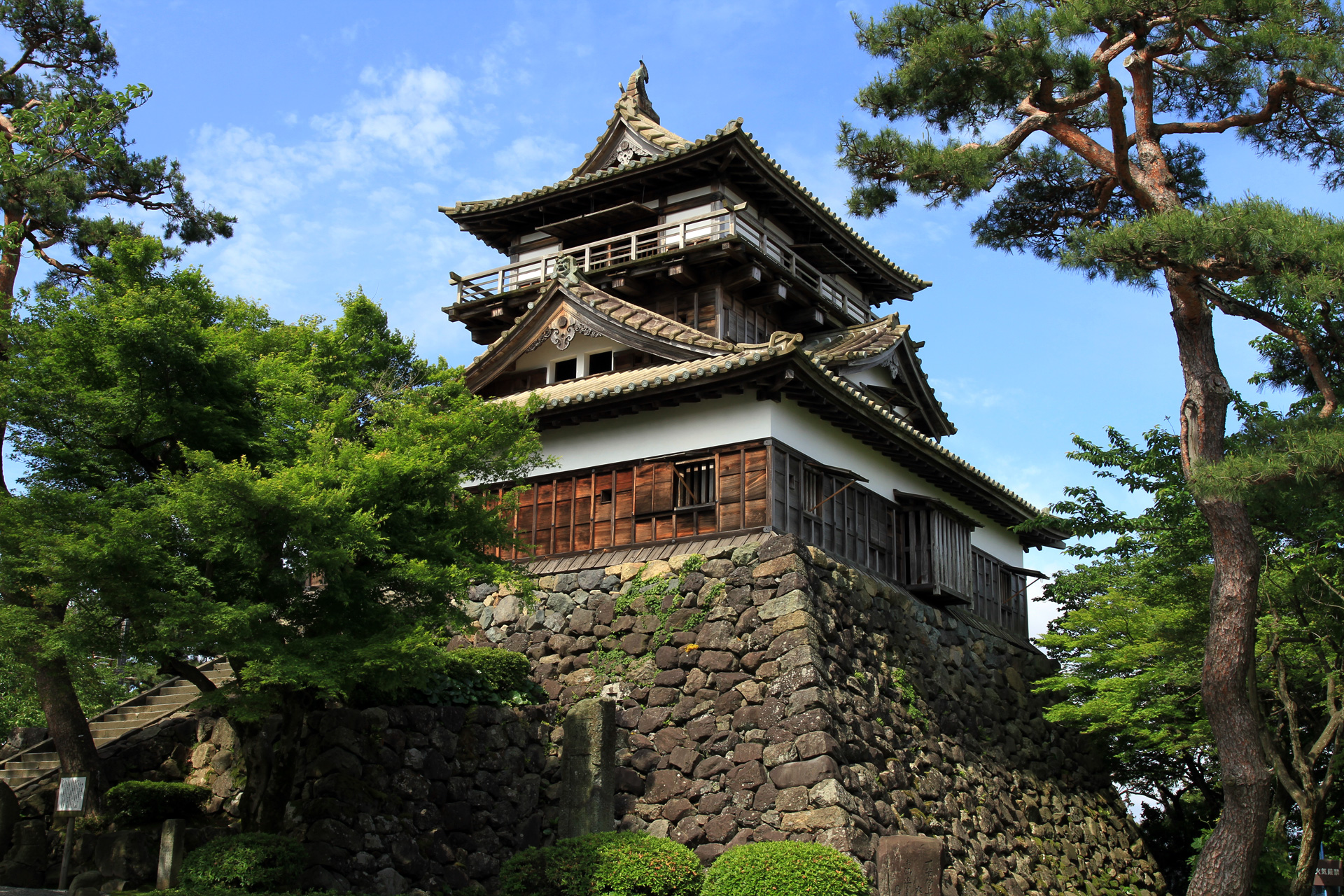
마루오카성 천수각

마루오카번(일본어: 丸岡藩 まるおかはん[*])은 에치젠국 (현재의 후쿠이현) 사카이군 등을 지배했던 번이다. 거성은 마루오카성 (현재의 후쿠이현 사카이시 마루오카쵸 카스미)이다.

## 번의 역사

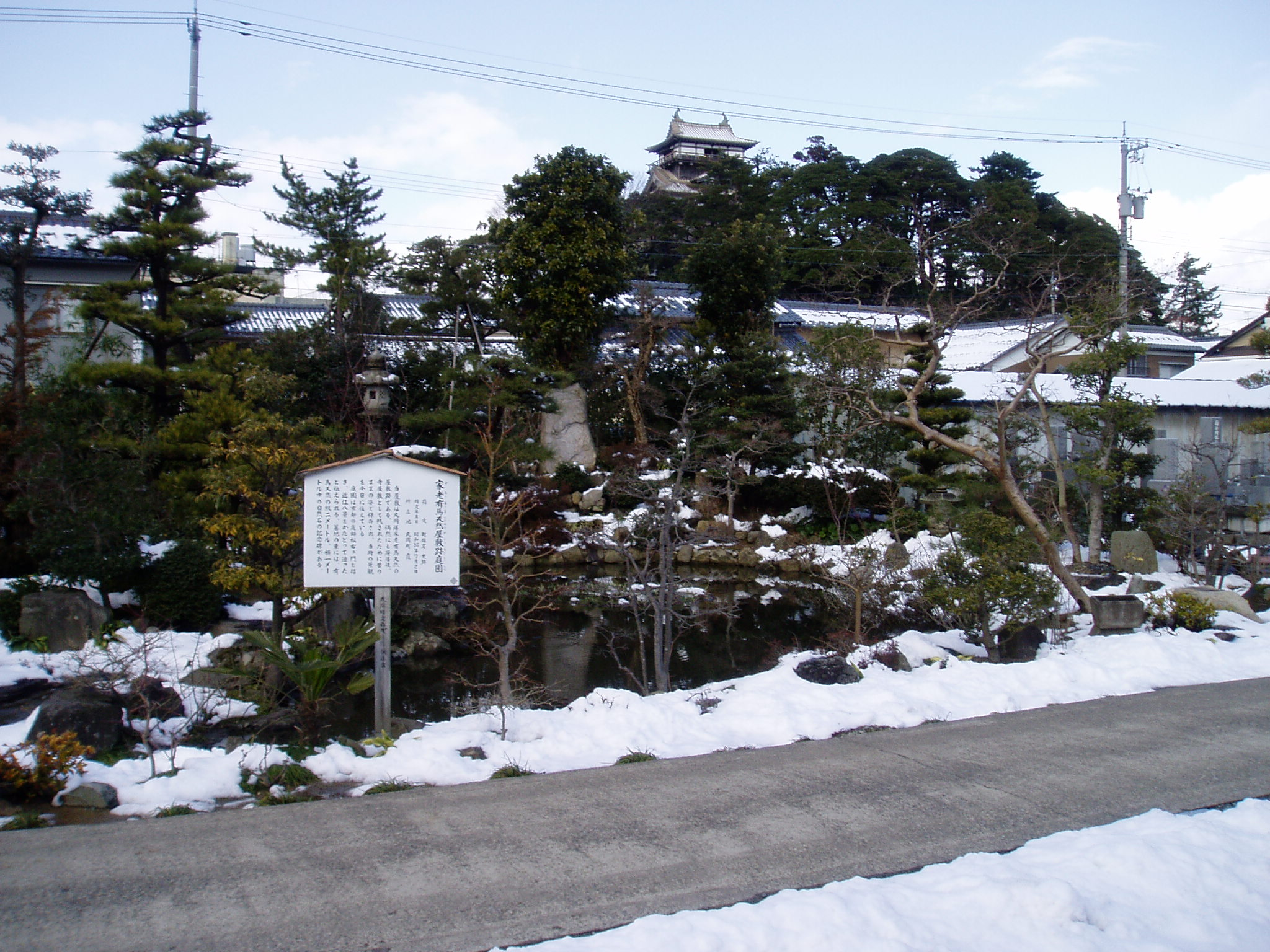
마루오카번 가오 아리마 텐넨야시키 터 정원

마루오카는 전국 시대, 오다 노부나가 휘하의 용장 시바타 카츠이에의 양자 시바타 카츠토요가 다스렸다. 카츠토요가 시즈가타케 전투 후 병사하자, 아오야마 무네카츠・아오야마 타다모토 부자가 들어왔다. 아오야마씨는 게이초 5년 (1600년)의 세키가하라 전투에서 서군에 가담했기 때문에, 전후에 개역되었다. 대신 에치젠 후쿠이번에 들어간 유키 히데야스의 중신 이마무라 모리츠구가 2만 5천석으로 들어왔지만, 게이초 16년 (1611년) 후쿠이번 중신에 의한 내분에 휘말려 유배되었다. 이후 게이초 18년 (1613년) 5월, 도쿠가와 이에야스를 섬겨 「鬼作左」라는 별명을 얻은 것으로 유명한 혼다 시게츠구의 아들 혼다 나리시게가 4만석을 주어 히데야스의 뒤를 이은 마츠다이라 타다나오를 혼다 토미마사와 함께 보좌했다. 오사카 전투에서도 활약하며, 무공을 세웠다. 간에이 원년 (1624년), 타다나오가 분고국에 유배되자, 나리시게는 4만 6300석 가증되어 후쿠이번에서 독립한 다이묘가 되었다. 나리시게와 아들 혼다 시게요시, 손자 혼다 시게아키의 3대는 검지, 조카마치 정비, 신강 용수의 신걸 등 번정 확립에 진력하였으나, 시게아키의 아들 혼다 시게마스는 주색에 빠져 무능했으며, 가신 혼다 오리베와 오타 마타하치의 사이에 내분이 일어나 겐로쿠 8년 (1695년) 막부 명령에 의해 개역되었다.
대신, 전국 시대의 키리시탄 다이묘로 유명한 아리마 하루노부의 증손, 아리마 키요즈미가 에치고 이토이가와번에서 5만석으로 입부했다. 2대 번주 아리마 카즈노리 시대인 쇼토쿠 원년 (1711년)에 토자마 다이묘에서 후다이격으로 격상되었다. 5대 번주 아리마 시게즈미는 와카도시요리, 8대 번주 아리마 미치즈미는 노중이라는 막부 요직에 취임했다. 특히, 시게즈미의 대는 안에이 원년 (1772년)부터 약 50년 간이라는 장기간에 걸쳐 번주 자리를 지내며 번정 개혁을 실시해 번정을 안정시켰으며, 번교인 헤이쇼칸 설립과 번사, 지지 편찬에 주력하는 등 문화면에서도 크게 공헌했다. 메이지 2년 (1869년) 6월, 미치즈미는 판적봉환에 의해 마루오카 번지사가 되었고, 메이지 4년 (1871년) 9월의 폐번치현에 의해 미치즈미는 도쿄로 이주하여 마루오카번은 폐번되었다.

## 역대 번주

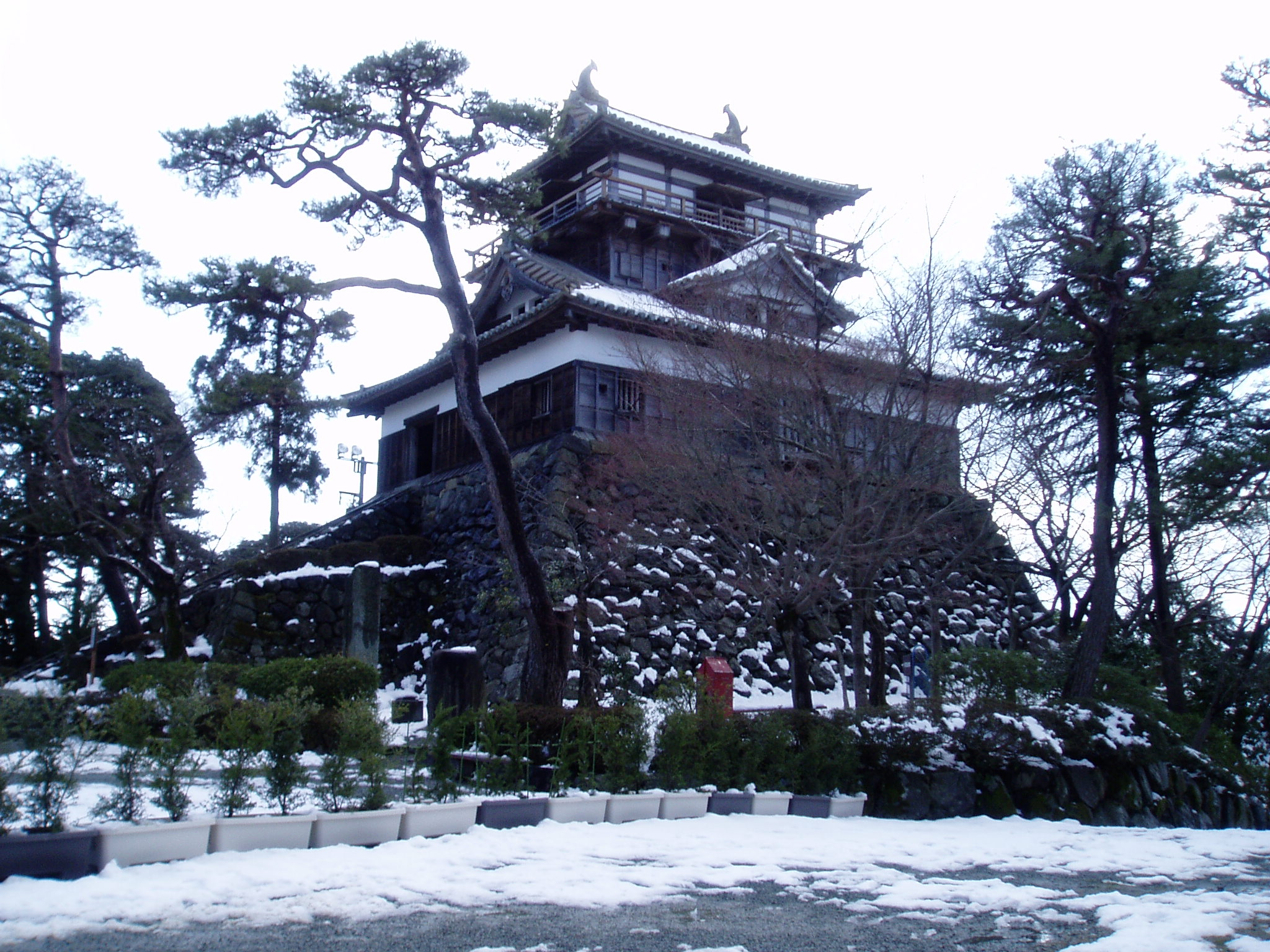
마루오카성 천수각

### 혼다가
후다이 다이묘 4만 3천석
1. 혼다 나리시게
2. 혼다 시게요시
3. 혼다 시게아키
4. 혼다 시게마스

### 아리마가
토자마 다이묘 → 후다이 다이묘 5만석
1. 아리마 키요즈미
2. 아리마 카즈노리
3. 아리마 타카스미
4. 아리마 마사즈미/마사스미
5. 아리마 시게즈미
6. 아리마 노리즈미
7. 아리마 하루스미
8. 아리마 미치즈미

## 막부 말기의 영지
- 에치젠국
  - 난죠군 2개 마을
  - 사카이군 91개 마을